# Neyrpic
Ne doit pas être confondu avec Centre commercial Neyrpic.
Pour les articles homonymes, voir Neyret.
Neyrpic est un ancien groupe industriel grenoblois de fabrication de grands équipements hydrauliques et mécaniques, notamment de turbines et de téléphériques, établi sur les communes de Grenoble (site Beauvert) et Saint-Martin-d'Hères (site Croix-Rouge). De 1900 jusqu'aux années 1960 l'entreprise a évolué, au gré de multiples rachats et réorganisations, d'une entreprise familiale traditionnelle vers un groupe industriel d'importance locale, jusqu'à son rachat par des grands groupes internationaux, Alsthom puis General Electric.

## Histoire

### Les prémices de l'entreprise
En 1854, Casimir Brenier, associé à Jean Satre, dirige un atelier de mécanique et chaudronnerie et diversifie progressivement les productions vers les turbines pour les pionniers de l'industrie hydro-électrique, dans des ateliers situés à La Tronche puis près de la gare de Grenoble.
En 1879, Casimir Brenier s'associe à son gendre André Neyret, issu d'une famille industrielle spécialisée dans la papeterie et la houille blanche. Les ateliers fournissent alors des équipements de papeterie, des téléphériques, puis des équipements hydrauliques et même électriques. Au cours des vingt années suivantes, Casimir Brenier se retire progressivement, et André Neyret développe fortement l'entreprise Brenier & Neyret.

### Neyret-Beylier
| |  |  |
| L'usine Neyret-Brenier & Cie à la Croix-Rouge longeant l'actuelle avenue Ambroise-Croizat en 1904. |  |  |

En 1896, deux associés, Charles Beylier, ingénieur des mines, et Jean-Baptiste Neyret, avocat et frère cadet d'André, entrent dans l'affaire.
En 1900, les ateliers déménagent à la Croix-Rouge, quartier de Saint-Martin-d'Hères éloigné du village, sur un site de 5 hectares, beaucoup plus vaste que celui de Grenoble. Quelques années plus tard, l'entreprise crée sur la commune un deuxième site, plus modeste, au 1 rue de la Galochère, au pied de la colline du Murier. C'est donc sous le nom des Ateliers de la Galochère que le site sera connu.
Sur les 800 000 chevaux vapeur installés en France avant 1914, 300 000 viennent en effet de firmes étrangères, et pour une écrasante majorité de cinq firmes suisses, parmi lesquelles Escher-Wyss, Théodore Bell, Piccard & Pictet les Ateliers de Vevey et celle fondée par Johann Jakob Rieter.
Au fil des partenariats et des changements d'associés, l'entreprise change plusieurs fois de nom pour finalement adopter le statut de société anonyme et le nom d’Ateliers Neyret-Beylier en 1925, qu'elle conservera jusqu'en 1960.

### NBPP
En 1917, sous l'impulsion des pouvoirs publics, Neyret-Beylier et l'entreprise genevoise Piccard & Pictet (Pic-Pic) créent une filiale commune, Neyret-Beylier & Piccard-Pictet (NBPP) pour les transferts de technologie sur les matériels hydrauliques. La présidence en est immédiatement confiée à Maurice Gariel, brillant ingénieur Supélec de 33 ans, entré en 1906 à Neyret-Beylier. Entre 1918 et 1920, une nouvelle usine est construite pour NBPP, sur le quartier de Beauvert, zone agricole du sud de Grenoble, malgré de grandes difficultés liées aux dégâts humains et économiques de la guerre. Chacun des deux établissements a alors son directeur, sous la présidence commune d'André Neyret.
|                                                                                      |  |  |
| Les Ateliers Piccard-Pictet & Cie et son repreneur les Ateliers des Charmilles (de). |  |  |

Fin 1920, la société suisse Piccard & Pictet fait faillite, remettant en cause le fragile équilibre dont bénéficiait NBPP. Cette dernière survit mais n'échappe pas à une décennie de contentieux commerciaux et administratifs avec les repreneurs de Piccard & Pictet, les Ateliers des Charmilles (de) également basés à Genève.
Dès lors, les deux entreprises se partagent le travail : à la Croix-Rouge (Saint-Martin-d'Hères), Neyret-Beylier conserve la construction mécanique : concasseurs et broyeurs pour les cimenteries, équipements de papeterie, et téléphériques, notamment. À Beauvert (Grenoble), la spécialité de NBPP, plus innovante, est l'hydraulique et l'hydro-électricité avec notamment la construction de grandes turbines. Ce sont elles qui deviendront emblématiques du groupe Neyrpic. Les ateliers de la Galochère deviennent rapidement une annexe de Beauvert.
En 1923 sont édifiés au sein du site Beauvert des laboratoires d'essais de l'entreprise qui vont faire l'objet d'une structure séparée, le Laboratoire Dauphinois d'Hydraulique (LDH).
Dès 1925, NBPP a déjà équipé les deux-tiers de la puissance électrique française installée depuis 1919. Sur les 3 millions de  chevaux vapeur installés en France de 1919 à 1936,  près de la moitié le fut grâce aux accords de licence avec de nombreux autres partenaires étrangers, dont une partie grâce au Plan Dawes de 1924, prévoyant que l'Allemagne paie aussi des réparations en nature. La future "Neyrpic" emploie un effectif de 1 200 personnes à l’aube de la Seconde Guerre mondiale. Elle s'affirme après 1945 comme le leader mondial de l'équipement hydroélectrique, employant plus de 5 000 personnes au début des années 1960.
Dans les années 1940 et 1950, NBPP se développe à l'international. Après l'installation entre 1936 et 1942 d'une première usine à La Côte Rouge, à Hussein Dey près d'Alger, NBPP en installe une seconde en 1942 à Amadora, près de Lisbonne et participe activement au Consortio Hidro-Electrico  Franco Portugues, avec d'autres entreprises françaises et portugaises.

### Neyrpic
En 1948, l'entreprise Neyret-Beylier & Piccard-Pictet prend le nom de Neyrpic, par contraction de leurs noms.
La même année, EDF annonce réduire progressivement ses investissements dans l'électricité hydraulique au profit des centrales thermiques classiques. Dès lors, Neyrpic, très dépendante du marché français, accentue sa recherche de débouchés internationaux, soit en produisant à Beauvert pour exporter, soit en lançant des chaînes de production sur place.
|                                                                                 |  |  |
| Turbine Neyrpic à tourbillons, 1950. Micro-centrale hydroélectrique à Gabillou. |  |  |

Elle ouvre ainsi des usines à San Fernando près de Buenos-Aires en 1948 puis en 1950 à Barcelone sous le nom de Neyrpic Española SA.
Par la suite, elle ouvre des petites sociétés commerciales au Brésil (1953), à Madagascar (1953), en Italie (1953), en Colombie (1953), au Canada (1954), au Mexique (1955) et en Rhodésie (1955). Dans une vingtaine d'autres pays, elle conclut des accords de représentation avec des sociétés commerciales locales.
|                                                                           |  |  |
| Turbine de 1953, installée dans le manoir d'Augustin Hébert à Cormeilles. |  |  |

En 1955, le laboratoire d'hydraulique (LDH) devient une société indépendante sous le nom de SOGREAH. La même année, Neyrpic s'oriente vers l'industrie nucléaire avec la création d'Indatom, qui regroupe plusieurs sociétés françaises de domaines complémentaires (chimie, électricité, mécanique). En 1959, Neyrpic crée un service dédié aux applications nucléaires, pendant que la Sogreah en fait autant.
En 1956, Neyrpic lance un procédé maison pour les forages pétroliers, le turboforage, et la marque Neyfor pour commercialiser les équipements. Pendant quelques années, le turboforage jouira d'un effet de mode important et sera une source de reconnaissance internationale pour l'entreprise.
Début 1960, Neyrpic (capital de 1 600 millions, effectif de 2 600 personnes) absorbe Neyret-Beylier (capital de 240 millions, effectif de 500 personnes). Cela entraîne un léger redéploiement des activités, mais le site Croix-Rouge ne reçoit en production que des petites turbines standardisées. Les cultures des deux sites restent relativement distinctes : majoritairement mécanicienne à Croix-Rouge et hydraulicienne à Beauvert. Il en est de même des cultures syndicales et politiques, majoritairement proche du PCF à Croix-Rouge, et de la JOC à Beauvert. Le 22 janvier 1960, à l'âge de 76 ans, meurt Maurice Gariel patron emblématique de Neyrpic qu'il dirigeait depuis 1917. C'est Henri Dagallier, 67 ans, qui lui succède à la présidence du groupe.

### Alsthom
En 1962, le climat social change dans les deux sites : Henri Dagallier, emblématique patron local issu du paternalisme industriel, est remplacé par Georges Glaser, technocrate parisien intransigeant et n'hésitant pas à annuler de précédents acquis sociaux. Des luttes sociales importantes s'engagent, mais la reprise de Neyrpic par le grand patronat est engagée.
À cette période, Neyrpic participe à la construction du barrage de Grevelingen aux Pays-Bas, l'un des principaux ouvrages du plan Delta. À la demande de l'agence publique Rijkswaterstaat, l'entreprise conçoit un téléphérique automoteur pour le transport des matériaux, ce qui constitue une première mondiale. Le funiculaire est mis en service en 1964.
Le site de la Galochère est fermé en 1964, puis celui de la Croix-Rouge en 1966 et l'activité est entièrement rapatriée à Beauvert. L'entreprise Neyrpic est finalement revendue à Alsthom en 1967. L'activité principale est transférée au site Alsthom, avenue Léon-Blum à Grenoble.
En 1977, Alsthom crée les Établissements Neyrtec pour regrouper les activités d'équipement de l'industrie minière, qui sont ensuite revendues en 1996 sous le nom de Neyrtec Mineral.

### General Electric Hydro
En 2014, toute la branche énergie d'Alstom (sans H depuis 1998) est revendue à General Electric et intègre le département GE Hydro, devenu ensuite GE Renewable Energy.
Malgré cela, le nom de Neyrpic reste important pour l'identité ouvrière. Les syndicats, en particulier, continuent de l'utiliser, sous l'ère Alsthom aussi bien que sous l'ère General Electric, en complément ou en rappel de GE Hydro.

## Projets de requalification du site Croix-Rouge
|                                                             |  |  |
| Ancienne usine Neyrpic à Saint-Martin-d'Hères en mars 2013. |  |  |

### La friche industrielle de Croix-Rouge
Sur le site abandonné de Saint-Martin-d'Hères, quelques petites entreprises s'installent et, en 1981, la mairie quitte le Village pour venir occuper l'ancien bâtiment administratif des usines, sous le nom de "maison communale".
Le reste du site constitue une friche industrielle enclavée entre l'Avenue Ambroise-Croizat au sud et l'avenue Gabriel-Péri au nord. Dans les années 2000, plusieurs bâtiments sont démolis pour permettre le passage de la ligne D du tram mais les halles historiques sont conservées.

### Projets de centre commercial
Sur la friche industrielle du site Croix-Rouge, le promoteur commercial Apsys, soutenu par la mairie de Saint-Martin-d'Hères, élabore en 2007-2008 un projet de centre commercial prévoyant de raser la totalité des bâtiments industriels. Immédiatement contesté par des habitants, des commerçants et des opposants politiques à la majorité municipale, le projet est retardé par plusieurs années de recours juridiques au tribunal administratif. Finalement purgé de tout recours, il est cependant abandonné par le promoteur et la commune.
En 2017, un nouveau projet remanié est à nouveau proposé par Apsys et la commune, conservant une partie des bâtiments historiques. Après plusieurs années de contestations et de batailles juridiques, il aboutit à la création du centre commercial Neyrpic ouvert en 2024.